# Hideki Noda
Hideki Noda (野田英樹?, Noda Hideki; Osaka, 7 marzo 1969) è un pilota automobilistico giapponese.

## Carriera

### Gli inizi
Noda iniziò la sua carriera nel mondo dei kart, in cui vinse diversi titoli nazionali negli anni compresi tra il 1982 e il 1986. Nel 1988 decise quindi il passaggio alla Formula 3 e ottenne al debutto un quinto posto sul circuito di Suzuka, risultato che riuscì a ripetere anche alla quarta gara in calendario. Prese poi parte anche al Gran Premio di Macao e fine anno partì per l'Europa. Nel 1989 partecipò al campionato di Formula Vauxhall Lotus, in cui concluse quinto, con una vittoria all'attivo. Incoraggiato dai risultati decise quindi di passare alla F3 britannica, guidando per il team di Alan Docking. Durante il suo primo anno non andò oltre un dodicesimo posto in classifica generale, mentre nel 1991 ottenne la prima vittoria per un pilota giapponese all'infuori di gare di Formula 3 del proprio Paese e chiuse settimo in campionato.
Deciso a bruciare le tappe della sua carriera, Noda passò in Formula 3000 nel 1992. Qui, però, si trovò in difficoltà e fallì anche una qualificazione, oltre a non andare mai a punti durante i primi due anni nella categoria. Per il 1994 venne ingaggiato dalla Forti Corse e i suoi risultati cominciarono a migliorare: quinto al debutto a Silverstone, terzo ad Enna e più volte qualificato tra i primi dieci. Nonostante poi le buone posizioni di partenza più volte non seppe gestire al meglio la sua corsa e perse punti importanti.

### Formula 1
Terminato il campionato di Formula 3000 intraprese trattative con il team Larrousse per assicurarsi un posto nelle ultime gare della stagione 1994, sfruttando soprattutto le sponsorizzazioni che aveva a disposizione.
Nonostante la scarsa fiducia attorno al pilota giapponese questi riuscì a qualificarsi subito dietro ad Érik Comas, suo compagno di squadra, dimostrando anche una miglior gestione dei freni della vettura. La sua gara, però, fu sfortunata e venne presto costretto al ritiro, così come nei due successivi appuntamenti mondiali.
Per il 1995 gli venne quindi offerto un posto alla Simtek. Secondo gli accordi presi con il team Noda avrebbe dovuto guidare la vettura nella seconda parte della stagione, mentre Schiattarella si sarebbe occupato di disputare la prima parte del campionato. Il giapponese versò anche una cospicua somma di denaro al team inglese, in difficoltà finanziarie, per assicurarsi il posto. Nonostante ciò, proprio a causa dei problemi di denaro della squadra, venne deciso il ritiro dopo Monaco e Noda non ebbe mai la possibilità di correre.

#### Risultati completi
| 1994 | Scuderia  | Vettura |  |  |  |  |  |  |  |  |  |  |  |  |  |     |     |     |  | Punti | Pos. |
| ---- | --------- | ------- |  |  |  |  |  |  |  |  |  |  |  |  |  | --- | --- | --- |  | ----- | ---- |
| 1994 | Larrousse | LH94    |  |  |  |  |  |  |  |  |  |  |  |  |  | Rit | Rit | Rit |  | 0     |      |

| Legenda | 1º posto     | 2º posto | 3º posto    | A punti         | Senza punti/Non class.  | Grassetto – Pole position Corsivo – Giro più veloce |
| Legenda | Squalificato | Ritirato | Non partito | Non qualificato | Solo prove/Terzo pilota | Grassetto – Pole position Corsivo – Giro più veloce |

### Le corse americane
Ormai fuori dal mondo della Formula 1, Noda decise di dedicarsi alle corse americane, prendendo parte al campionato di Indy Pro Series. Durante il suo primo anno ottenne come miglior risultato un terzo posto a Toronto e chiuse quattordicesimo in classifica generale. Decise quindi di continuare nella categoria. Nonostante un campionato altamente competitivo, con piloti come Da Matta e Castroneves riuscì ad ottenere la sua prima vittoria e chiuse al nono posto il campionato, alternando durante l'anno fasi di elevata competitività ad altre più deludenti. Nonostante ciò la sua avventura in America stava giungendo al termine e per il 1998 decise di tornare in Giappone.

### Il ritorno in Giappone
Nei quattro anni seguenti sviluppò la sua carriera parallelamente in Formula Nippon e Super GT. Nel 2005 ha rappresentato in A1 Grand Prix il Giappone per una gara, mentre negli ultimi anni ha più volte prese parte alla 24 Ore di Le Mans.